# Play
Play е петият студиен албум на американския електронен музикант Моби, който е издаден на 17 май 1999 година от Ви Ту Рекърдс. Работният процес се развива в апартамента на Моби в Малката Италия в Ню Йорк.
Предишните творби на Моби са с голям успех, както откъм критическите представяния, така и като търговски печалби. Play последва съдбата на предците си, в критически и комерсиален план. С него Моби се представя добре на световната мейнстрийм аудитория, като разполага с няколко хит сингъла, а песните му се използват във филми, телевизионни предавания и рекламни материали. Той става най-добре продаваният албум в своите жанрови рамки, като от него са продадени 12 милиона бройки.
Списание „Ролинг Стоун“ го класира на 341-во място в класацията си „500-те най-велики албуми на всички времена“. Получава номинация за Грами и за Брит, става най-добре продаваният независим албум в ОК за 2000 година, и е с платинен сертификат в над 20 държави.